# District de Yanjiang
Le district de Yanjiang (雁江区 ; pinyin : Yànjiāng Qū) est une subdivision administrative de la province du Sichuan en Chine. Il est placé sous la juridiction de la ville-préfecture de Ziyang.